# 1664 en science
| Années de la science : 1661 - 1662 - 1663 - 1664 - 1665 - 1666 - 1667    |
| Décennies de la science : 1630 - 1640 - 1650 - 1660 - 1670 - 1680 - 1690 |

Cet article présente les faits marquants de l'année 1664 en science.

## Évènements
- 20 février : Isaac Barrow devient le premier professeur lucasien de mathématiques à l'université de Cambridge, chaire approuvé par le roi Charles II le 18 janvier[1].
- 10 avril : Johannes Hevelius est reçu à la Royal Society[2].
- 9 mai : Robert Hooke découvre la Grande Tache rouge de Jupiter[3]. La même année il observe Gamma Arietis, un des premiers systèmes d'étoiles doubles, dans la constellation du Bélier[4].
- 17 novembre : la comète C/1664 W1 est vue pour la première fois en Espagne. Christian Huygens l'observe à Leyde à partir du 2 décembre. Elle est observée par Cassini à Bologne et Auzout à Paris jusqu'au 18 mars 1665[5]. Giovanni Alfonso Borelli avance que la comète suit une courbe parabolique autour du soleil[6],[7].

## Publications
- René Descartes : Traité du monde et de la lumière, posthume.
- John Evelyn : Sylva, or A Discourse of Forest-Trees and the Propagation of Timber.
- Joseph Jérôme Lefrançois de Lalande : Bibliographie astronomique, 1803, p. 256
- Nicolaus Mercator, Hypothesis astronomica nova : traité sur la théorie de Kepler
- Famiano Michelini, Trattato della direzione de Fiumi. L'ouvrage traite du flux des rivières, des crues et des moyens techniques d'éviter les inondations.
- Blaise Pascal, publication posthume de l'essai sur les propriétés du triangle[8].
- Francesco Redi : Osservazioni intorno alle vipere (Observations sur les vipères).
- Thomas Willis : Cerebri Anatome, cui accessit nervorum descriptio et usus, Londres, avec des illustrations de Christopher Wren. Apparition du terme « neurologie ».

## Naissances

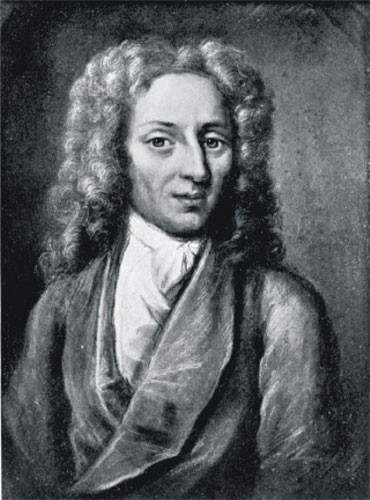
Nicolas Fatio de Duillier

- 24 janvier : Lars Roberg (mort en 1742), médecin et anatomiste suédois.
- 16 février : Nicolas Fatio de Duillier (mort en 1753), géomètre et astronome suisse.
- 24 février : Thomas Newcomen (mort en 1729), inventeur anglais.

- Pierre Dangicourt (mort en 1727), mathématicien français.
- Francesco de Ficoroni (mort en 1747), archéologue et antiquaire italien.
- Takebe Kenkō (mort en 1739), mathématicien japonais.

## Décès
- Entre le 22 avril et le 9 mai : John Goodyer (né en 1592), botaniste britannique.
- 11 juillet : (date de l'enterrement) : Johannes Janssonius (né en 1588), cartographe néerlandais.
- 22 août : Maria Cunitz (née en 1610), astronome silésienne.
- 2 septembre : Antoine de Lalouvère (né en 1600), prêtre jésuite et mathématicien français.
- 20 octobre :  Claude Richard (né en 1589), mathématicien français.